# Акане Саито
Акане Саито (јап. 齊藤 あかね; 12. јануар 1993) јапанска је фудбалерка.

## Репрезентација
За репрезентацију Јапана дебитовала је 2011. године.

## Статистика
| Јапан  | Јапан | Јапан |
| Год.   | Ута.  | Гол.  |
| ------ | ----- | ----- |
| 2011   | 1     | 0     |
| Укупно | 1     | 0     |